# Birgitta Holm
Astrid Birgitta Holm, född 4 juni 1936 i Stockholm, är en svensk författare och professor emerita i litteraturvetenskap vid Uppsala universitet.

## Biografi
Holm, som är dotter till ekonomiintendent Thor Holm och Astrid Jakobsson, blev filosofie kandidat vid Stockholms högskola 1959, filosofie doktor där på en avhandling om Gösta Oswald 1970 och docent i litteraturhistoria med poetik där 1970. Hon var docent och universitetslektor vid Stockholms universitet 1970–1972, gästprofessor vid Freie Universität Berlin 1972–1973, universitetslektor och docent vid Umeå universitet 1973–1982 och blev docent i litteraturvetenskap och kvinnoforskning vid Uppsala universitet 1982.

## Verksamhet
Senare böcker har främst ägnats kvinnliga författarskap, däribland Fredrika Bremer, Selma Lagerlöf, Sara Lidman, Victoria Benedictsson och Rut Hillarp. Hon har medverkat i alla volymerna av Nordisk kvinnolitteraturhistoria och verkar som kritiker och essäist i tidskrifter och dagspress liksom i radio och TV. Till produktionen hör tre essäböcker, Tusen år av ögonblick – från den heliga Birgitta till den syndiga, Språnget ut i friheten och Pardans, den senare en passionerad hyllning till den moderna sällskapsdansen.